# Quantisierungstheorem
Das Quantisierungstheorem liefert im Rahmen der Signaltheorie bei der Quantisierung, dies ist die Überführung von einem wertkontinuierlichen Signal in ein wertdiskretes Signal, eine Aussage über die fehlerfreie Rekonstruierbarkeit des ursprünglichen wertkontinuierlichen Signals. Es stellt das Pendant zu dem Nyquist-Shannon-Abtasttheorem dar, welches die Grenzen zur fehlerfreien Rekonstruktion im Zeitbereich bei der Abtastung beschreibt. Das Quantisierungstheorem wurde 1961 von Bernard Widrow mit Hilfe der Fouriertransformation von Verteilungsdichten formuliert und ist dem Bereich der statistischen Signalverarbeitung zuzuordnen.

## Beschreibung

Zonenabtastung und Spektraldarstellung

Ein amplitudenkontinuierliches und bandbegrenztes Signal {\displaystyle x} mit einer Verteilungsdichtefunktion {\displaystyle p_{X}(x)}, wie in der Abbildung rechts dargestellt, wird durch den Quantisierer Q in ein amplitudendiskretes Signal {\displaystyle y} mit der Verteilungsdichtefunktion {\displaystyle p_{Y}(y)} übergeführt. Die kontinuierliche Verteilungsfunktion {\displaystyle p_{X}(x)} wird durch Integration über die einzelnen Quantisierungsintervalle mit der Breite Q, in der Skizze begrenzt durch die strichlierten Bereiche, in eine diskrete Verteilungsdichtefunktion {\displaystyle p_{Y}(y)} umgewandelt. Die beiden zugehörigen Frequenzspektren {\displaystyle P_{X}(u)} und {\displaystyle P_{Y}(u)} der Verteilungsdichtefunktionen, welche durch die Fouriertransformation und die diskrete Fourier-Transformation {\displaystyle {\mathcal {F}}} gebildet werden, sind in der Skizze rechts mit roten Verlauf beispielhaft dargestellt. Durch die Diskretheit der Verteilungsdichtefunktion {\displaystyle p_{Y}(y)} weist das zugehörige Spektrum {\displaystyle P_{Y}(u)} eine periodische Fortsetzung mit der Quantisierungsfrequenz {\displaystyle u_{0}} auf.
Das Quantisierungstheorem besagt nun, dass wenn die Quantisierungsfrequenz {\displaystyle u_{0}} mit:
{\displaystyle u_{0}={\frac {2\pi }{Q}}}
doppelt so groß wie die höchste Frequenzkomponente in {\displaystyle P_{X}(u)} ist, sich dann die einzelnen Frequenzkomponenten {\displaystyle P_{Y}(u)} der zeitdiskreten Verteilungsdichtefunktion nicht überlappen. Dieser Fall ist in der Abbildung rechts unten dargestellt. Nur dann ist eine Rekonstruktion der wertkontinuierlichen Verteilungsdichtefunktion {\displaystyle p_{X}(x)} aus der quantisierten Verteilungsdichtefunktion {\displaystyle p_{Y}(y)} möglich.
Ist die doppelte Quantisierungsfrequenz kleiner als doppelte Frequenzkomponente in {\displaystyle P_{X}(u)}, kommt es zu einer spektralen Überlappung bei der Verteilung der diskreten Verteilungsdichtefunktion und eine fehlerfreie Abbildung auf die wertkontinuierliche Verteilungsdichtefunktion ist nicht möglich.